# Čečelice
Čečelice är en ort i Tjeckien.   Den ligger i regionen Mellersta Böhmen, i den centrala delen av landet, 27 km nordost om huvudstaden Prag. Čečelice ligger 194 meter över havet och antalet invånare är 589.
Terrängen runt Čečelice är platt. Runt Čečelice är det ganska tätbefolkat, med 62 invånare per kvadratkilometer. Närmaste större samhälle är Mělník, 12,0 km nordväst om Čečelice. Trakten runt Čečelice består till största delen av jordbruksmark.